# Coloranti azoici

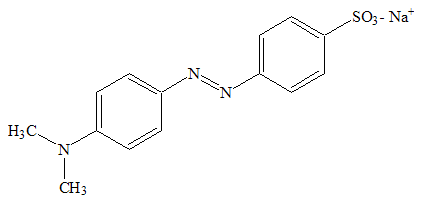
Struttura del metilarancio, colorante azoico usato come indicatore acido-base in chimica analitica.

I coloranti azoici sono un gruppo di azocomposti, caratterizzati dalla presenza di uno o più doppi legami -N=N-, che rappresenta la classe più importante di coloranti organici commerciali. Sono stati sintetizzati per la prima volta dal chimico tedesco Johann Peter Grieß nel 1862.
I coloranti azoici rappresentano il 60-70% dei coloranti usati nelle tradizionali applicazioni dell'industria tessile; sono altresì ampiamente diffusi nell'industria alimentare e delle bevande, nell'industria farmaceutica, dei cosmetici, della carta e della pelle, degli inchiostri, delle vernici.
Possono essere classificati secondo un "indice di colore" basato sull'utilizzo e sulla composizione chimica: ad ogni monoazo, diazo, triazo e poliazo derivati viene assegnato uno specifico intervallo di indice di colore. Un'altra classificazione tende invece a suddividerli in acidi, basici, dispersi, diretti, mordenti e reattivi.

## Sintesi
I coloranti e pigmenti azoici vengono sintetizzati a livello industriale tramite una sequenza di due reazioni chimiche condotte in soluzione acquosa, ovvero una diazotazione e una successiva reazione di copulazione.
Nella diazotazione viene fatta reagire un'ammina aromatica primaria (Ar-NH2) con acido nitroso, ottenendo in tal modo un sale di arildiazonio (Ar-N≡N+). L'acido nitroso, composto instabile che tende a decomporsi, viene generato in situ usando nitrito di sodio in ambiente fortemente acido per aggiunta di acido cloridrico (l'anione Cl- svolge anche azione catalitica). La reazione viene generalmente condotta a una temperatura di 0-5 °C, sfruttando il ghiaccio per il raffreddamento, onde impedire la decomposizione dell'acido nitroso formatosi ma soprattutto la decomposizione del sale di arildiazonio. La reazione di diazotazione viene schematizzata nel modo seguente:
ArNH2 + NaNO2 + 2 HCl → ArN2+Cl- + Na+Cl- + 2 H2O
Il sale di arildiazonio ottenuto in questa prima reazione rappresenta il reagente che successivamente, per copulazione con un fenolo, un'ammina aromatica o un derivato di un β-chetoacido, fornirà il colorante azoico finale. La reazione di copulazione consiste in una sostituzione elettrofila, tuttavia il diazonio è un elettrofilo relativamente debole che richiede perciò la presenza di sistemi aromatici altamente attivati grazie alla presenza di gruppi elettron-donatori quali -OH e -NH2. La reazione viene genericamente descritta così:
ArN2+Cl- + Ar'H → ArN=NAr' + H+Cl-
Alcuni componenti accoppianti, come ad esempio particolari derivati naftalenici, consentono la possibilità di variare il sito in cui va a legarsi il sale di arildiazonio in funzione del diverso valore di pH.

## Considerazioni strutturali
Il tipico colore assunto dai vari coloranti azoici è dovuto all'assorbimento di una specifica lunghezza d'onda nello spettro visibile, legata all'esistenza di un sistema coniugato che favorisce la delocalizzazione degli elettroni π. La transizione implicata è π → π*. I diversi sostituenti che possono legarsi agli anelli aromatici agiscono da auxocromi determinando una certa varietà di differenti colori ottenibili.
Questa classe di coloranti è soggetta a due possibili forme di isomeria in grado di influenzarne le caratteristiche: l'isomeria geometrica e la tautomeria. Alcuni semplici azocomposti, a causa della rigidità del legame -N=N-, presentano una ristretta rotazione e possono quindi esistere nelle due forme cis/trans. Questi composti, assorbendo una radiazione di opportuna lunghezza d'onda, possono interconvertirsi in uno dei due isomeri citati in precedenza, per poi tornare alla forma termodinamicamente più stabile (per il minore ingombro sterico) una volta esposti all'oscurità. A questa interconversione è collegato un differente colore per ciascun isomero, determinando il fenomeno chiamato fotocromismo. Questo effetto indesiderabile, riscontrato con i primi coloranti dispersi introdotti nell'industria tessile, riscontra invece un certo interesse per le sue possibili applicazione nelle lenti oftalmiche, nei tettucci solari delle automobili e nei sistemi ottici di immagazzinamento dei dati in cui viene sfruttato il cambiamento di colore.
La tautomeria è caratteristica dei composti che presentano un gruppo -OH in posizione orto o para rispetto all'azogruppo -N=N-. L'idrogeno del gruppo ossidrilico si sposta su uno degli atomi di azoto e come conseguenza si può avere anche la perdita dell'aromaticità. Lo stesso gruppo -OH, quando presente in posizione orto rispetto all'azogruppo, può dare inoltre origine a un legame idrogeno intramolecolare con l'atomo d'azoto esercitando un'azione stabilizzante e migliorando le proprietà tecniche di vernici e pigmenti. Ad esempio, ne migliora la resistenza alla luce e al trattamento con sostanze basiche.
Nell'industria tessile, allo scopo di aumentare la resistenza alla luce e al lavaggio, si possono impiegare alcuni complessi ottenuti facendo legare un colorante azoico con un metallo di transizione attraverso un processo chiamato mordenzatura. Oggigiorno l'utilizzo dei cosiddetti coloranti mordenti si limita principalmente alla complessazione del colorante su lana con cromo(III); altri metalli utilizzati sono rame(II) e cobalto(III).
Fondamentalmente esistono due tipi di complessi: quelli in cui l'azogruppo è coordinato al metallo ("medialmente metallizzato") e quelli in cui non lo è ("terminalmente metallizzato"), questi ultimi commercialmente più importanti. Nei complessi metallici più importanti i ligandi possiedono, nella posizione orto rispetto all'azogruppo, gruppi -OH, -CO2- ed -NH- in grado di coordinare gli ioni metallici. Uno degli atomi di azoto mette invece a disposizione la sua coppia solitaria.
L'aggiunta dell'atomo metallico agisce diminuendo la densità elettronica al cromoforo, il che migliora la resistenza all'ossidazione fotochimica. Altri effetti possono essere legati alla protezione sterica del cromoforo e al quenching che impedisce agli stati eccitati di subire la possibile decomposizione fotochimica. Inoltre la maggiore dimensione del complesso, rispetto al colorante libero, migliora la resistenza al lavaggio grazie a una più forte interazione con le fibre tessili. Di contro la mordentazura produce una colorazione meno brillante, caratteristica che ne limita il vantaggio dell'uso.

## Tossicologia
L'uso estensivo dei coloranti azoici pone una serie di problemi medici e ambientali legati alla tossicità di alcuni intermedi usati per la loro sintesi. La loro potenziale tossicità è quindi legata alla struttura chimica.
Al riguardo, uno dei principali aspetti critici è legato alla formazione di ammine aromatiche in seguito a riduzione o scissione del legame -N=N- ad opera dei batteri anaerobici intestinali. Queste ammine prodotte sono più idrofobe del colorante originario e perciò tendono ad attraversare le membrane cellulari più facilmente, esplicando un maggiore effetto tossico. L'ingestione di certi coloranti azoici costituisce quindi un rischio per la salute umana. Ad esempio l'1-ammino-2-naftolo, prodotto dalla riduzione dell'Arancio Acido 7, è stato riportato tra i promotori del tumore della vescica; il colorante E123 Amaranto, ampiamente utilizzato in passato come additivo alimentare e attualmente vietato in diversi stati, è un sospetto cancerogeno; i coloranti azoici derivati dalla benzidina o dalla 2-naftilammina sono considerati genotossici. Tutti i coloranti azoici contenenti un nitrogruppo sono mutageni.
I coloranti azoici sono anche pericolosi per l'ambiente, interferendo con la crescita di batteri e piante e perturbando l'ecologia del corpo idrico in cui sono riversati. Richiedono quindi un corretto smaltimento e l'attenta valutazione di tutti quei composti derivati a cui possono dare origine in seguito alle biotrasformazioni che occorrono spontaneamente nell'ambiente naturale. Per la loro completa biodegradazione richiedono sia una fase anaerobica sia una fase aerobica.